# Gabriela Albergaria
Gabriela Albergaria (Vale de Cambra, 20 de julho de 1965) é uma artista plástica de origem portuguesa radicada em Nova Iorque, EUA, desde 2011. Licenciou-se em pintura na Faculdade de Belas Artes da Universidade do Porto. 

## Arte
O trabalho artístico de Gabriela Albergaria reflete sobre o conceito de paisagem a partir de uma combinação entre fotografia, desenho, escultura e instalação. As suas obras apresentam uma ambiguidade entre o conceito de natural e de natureza.  Os seus projetos artísticos fazem pensar sobre a relação das sociedades humanas e o meio envolvente.

## Coleções
A obra de Gabriela Albergaria pertence a várias coleções: Colecção Luís Augusto Teixeira de Freitas, Portugal, 
Museu de Arte Moderna da Bahía, Brasil, KFW Bankenngrupe, Germany, Fundação Calouste Gulbenkian, Portugal, Perez collection, Miami, FL, Coleção Navacerrada, Espanha, Coleção Coca Cola, Espanha, Instituto Figueiredo Ferraz, Ribeirão Preto, Brasil